# Shirley Anne Hofmann
Shirley Anne Hofmann (* 1959 in Kingston, Ontario) ist eine kanadische Musikerin (Akkordeon, Gesang, Piano, Posaune, Euphonium, Sousaphon, Tuba, Keyboards).
Hofmann absolvierte ein Musikstudium an der McGill University in Montreal. Es kam zu Produktionen mit Ripoff Raskolnikov, Dave Holland, Roscoe Mitchell, Julian Priester, Mani Neumeier, Mohamed Badawi, Nimal und Fish Shop Girls. Zwischen 1990 und 1993 war sie Mitglied der Avantgarde-Rock-Band The Blech, mit der sie das Album Liebeslieder  veröffentlichte. Dann begann sie mit ihrem Soloprogramm Euphoria und arbeitete mit dem Orchester von Ben Jeger und Peeni Waali. Weiterhin ist sie auf Alben von L‘ Ensemble Raye, Jellyfish Kiss und John Wolf Brennan zu hören.
Hofmann, die überwiegend in der Schweiz tätig ist, veröffentlichte als Multiinstrumentalistin mehrere Solo-Alben auf ihrem eigenen Plattenlabel „Label UsineS“.

## Diskographische Hinweise
- Euphoria: From the Depths (LabelUsines, 1995, mit Pippin Barnett)
- Idraulica! (LabelUsines, 1999), mit Peter Schärli, Ben Jeger, Fredi Flükiger, Michael Frey
- Alp Traum (LabelUsines, 2000, mit Hämi Hämmerli, Carlos Lopez u. a.)
- Euphoria: Live (LabelUsines, 2005)
- Bratko Bibič & The Madleys / Rämschfädra & Shirley A. Hofmann: Ein Guter Geist aus Grünenwald – Verkörperungen: Live at Alpentöne (Bergtöne 2009)